# VisitScotland
VisitScotland, före detta Scottish Tourist Board, är Skottlands turistmyndighet. Myndigheten har kontor i Edinburgh, Inverness och London liksom även i andra skotska städer. Organisationen arbetar parallellt med VisitBritain, som har ett liknande uppdrag, men för hela Storbritannien.